# Хлют
Хлют (лезг. Хъулидар) — село в Рутульском районе Дагестана, административный центр муниципального образования «Сельсовет Хлютский».

## География
Расположено в 120 км к юго-западу от города Дербента и в 12 километрах от райцентра, села Рутул, на естественных природных террасах у подножия южного склона Фалфанского отрога Гельмец-Ахтынского хребта, на высоте 1250 метров над уровнем моря, на правом берегу реки Самур. Граничит с селами: на западе — Киче, на востоке — Зрых Ахтынского района. С юга на север течёт река Фалфан, впадая в реку Самур в черте села. На реке Фалфан имеется водяная мельница.

## Этимология
Существует несколько версий происхождения названия. По одной из них, название произошло от лезгинского слова «къуьл — тӏвар», что означает «пшеничное зернышко».

## Население
| 1895  | 1926 | 1939 | 1970  | 1989  | 2002  | 2010  |
| ----- | ---- | ---- | ----- | ----- | ----- | ----- |
| 881   | ↘787 | ↗943 | ↗1284 | ↗1304 | ↗2032 | ↗2069 |
| 2021  |      |      |       |       |       |       |
| ↘1723 |      |      |       |       |       |       |

Хлют является одним из четырех лезгинских сел в Рутульском районе, жители которого говорят на лезгинском языке (хлютский говор ахтынского диалекта самурского наречия).
По данным 1869 года, в селе проживало 685 человек, из них мужчин — 384, женщин — 301. Село состояло из 133 домов. В 1886 году в селе проживало 894 человека.

## Экономика
Главным источником средств к существованию являются доходы от реализации выращенной в личных подсобных хозяйствах капусты, а также животноводства. Традиционным для жителей села является ковроткачество и вязание шерстяных носков.

## Социальная инфраструктура
В настоящее время в селении функционирует:
- Детский сад
- Библиотека
- Дворец культуры
- Спортзал
- Медпункт
- Пекарня
- Хлютское отделение ФГУП «Почта России»

## Образование
- Хлютская СОШ
- Детская школа искусств им. М. А. Гусейнова